# Miguel Pate
Miguel Pate (Estados Unidos, 13 de julio de 1979) es un atleta estadounidense retirado especializado en la prueba de salto de longitud, en la que consiguió ser medallista de bronce mundial en pista cubierta en 2003.

## Carrera deportiva
En el Campeonato Mundial de Atletismo en Pista Cubierta de 2003 ganó la medalla de bronce en el salto de longitud, con un salto de 8.21 metros, tras su paisano estadounidense Dwight Phillips y el español Yago Lamela (plata con 8.28 metros).